# خولیو مونترو کاستیو
خولیو مونترو کاستیو (اسپانیایی: Julio Montero Castillo‎؛ زادهٔ ۲۵ آوریل ۱۹۴۴) بازیکن فوتبال اهل اروگوئه بود.
از باشگاه‌هایی که در آن بازی کرده‌است می‌توان به باشگاه فوتبال ایندپندینته، باشگاه فوتبال ناسیونال (اروگوئه)، باشگاه فوتبال لیورپول (مونته‌ویدئو)، و باشگاه فوتبال گرانادا اشاره کرد.
وی همچنین در تیم ملی فوتبال اروگوئه بازی کرده‌است.